# Двошаровий графен
Двошаро́вий графе́н — одна з двовимірних алотропних форм вуглецю, матеріал, що складається з двох шарів графену. Двошаровий графен має ряд унікальних властивосей, характерних для матеріалів графенової сім’ї: атомарно тонкий, на порядки міцніший за сталь, майже прозорий у широкому діапазоні частот, гарний провідник електричного струму та тепла. Перше повідомлення про вдалий синтез двошарового графену з'явилося у 2004, у тій же самій статті, де було вперше повідомлено про вдалий синтез одношарового графену. За це відкриття Андрій Гейм та Костянтин Новосьолов були нагороджені Нобелівською премією з фізики за 2010. Наразі у багатьох наукових закладах ідуть інтенсивні дослідження властивостей двошарового графену та вивчаються потенційні можливості застосування цього матеріалу.

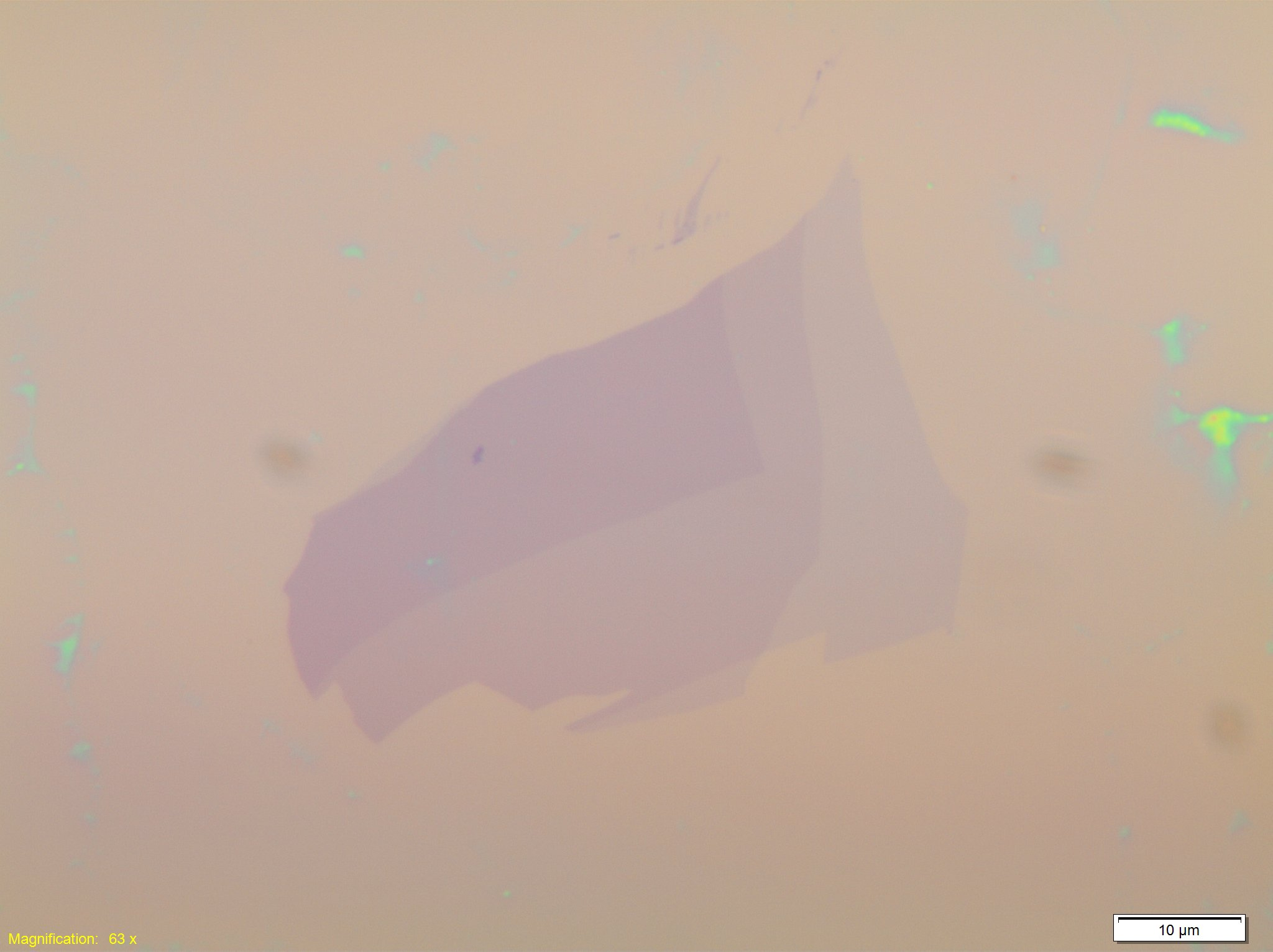
Графен на Si/SiO підкладці отриманий методом механічної ексфоліації графіту.

## Структура
Двошаровий графен утворений двома паралельними шарами графену, що розташовані на відстані 0,335 нм. При цьому один шар може бути по-різному зсунутий та повернутий відносно іншого, тому розрізняють декілька видів впорядкування двошарового графену:
- AB-впорядкування,
- довільний кут впорядуквання,
- AA-впорядкування,
- AA'-впорядкування.

При AB-впорядкуванні один шар графену повернений на 60° відносно іншого. В результаті атоми вуглецю, що належать до підґратки А нижнього шару,  знаходяться прямо під атомами вуглецю, що належать до підґратки В верхнього шару. Решта атомів нижнього шару (підґратка В) знаходиться під центрами шестикутників, утворених атомами верхнього шару графену. АВ-впорядкування еквівалентне ВА-впорядкуванню, але перша назва поширеніша, і завжди використовиється, коли це дозволяє контекст. У реальних кристалах двошарового графену зустрічаються характерні дефекти – доменні стінки, що розмежовують області з АВ- та ВА-впорядкуванням.
При довільному куті впорядкування один шар графену зсунутий відносно іншого на довільну відстань та повернутий на довільний кут. При цьому двошаровий графен набуває характерного муарового візерунку – суперґратку. Період цієї суперґратки (суперперіод) залежить від кута повороту між шарами графену і може бути на кілька порядків більшим за період кристалічної ґратки одношарового графену.
При АА-впорядкуванні всі атому вуглецю нижнього шару графену знаходяться точно під атомами вуглецю верхнього шару. Теоретичні розрахунки  показують, що така форма двошарового графену менш стабільна ніж АВ-графен. Цей результат узгоджується з експериментальними спостереженнями: AA-впорядкування двошарового графену зустрічається рідше за інші типи впорядкування. Хоча у літературі  з'являються повідомлення про успішний синтез AA-впорядкованого графену, цей вид двошарового графену досліджений на багато менше за інші.
При AA'-впорядкуванні відстань між двома шарами графену становить 0.344 нм, один шар графену зсунутий відносно іншого на половину шестикутника, утвореного атомами вуглеця. Таким чином ґратка AA'-впорядкованого графену має нижчу симметрію порівняно з ґратками АВ- та АА-впорядкувань. Ця форма двошарового графену теж вважається метастабільною. У літературі є повідомлення по успішний синтез AA'-впорядкованого графену, проте цей вид двошарового графену дуже мало досліджений у порівнянні з іншими.

## Синтез і характеризація
Існує багато методів синтезу, покращення якості та характеризації двошарового графену. В цілому вони схожі на методи, що застосовуються при роботі зі звичайним графеном. Це пов’язано з тим, що в багатьох випадках процес синтезу графену важко зробити повністю контрольованим. Як наслідок, одночасно синтезується не тільки одна певна форма графену (наприклад, одношаровий графен), але й багато інших – двошаровий, тришаровий і т.д. графен із різним впорядкуванням шарів. Певну процедуру синтезу можна лише оптимізувати, щоб на виході отримувати більшу кількість бажаної форми графену. Тому було розроблено багато методів характеризації, які дозволяють розпізнавати різні графенові матеріали.
Деякі з найбільш поширених методів синтезу двошарового графену:
- механічна ексфоліація графіту: розщеплення графіту на тонкі шари за допомогою скочу та перенесення окремих шарів на тверду підкладку;
- хімічне осадження з парової фази: нагрівання хімічних сполук, що містять вуглець, до високих температур, при яких руйнуються хімічні зв'язки та вивільнюються атоми вуглецю, подальше осадження утвореного таким чином газу на тверду підкладку;
- епітаксія на карбіді кремнію: нагрівання карбіду кремнію до високих температур, при яких починає руйнуватися його кристалічна ґратка, та подальше осадження вивільнених атомів вуглецю на поверхню карбіду кремнію;
- ексфоліація у рідкій фазі: розщеплення графіту на тонкі шари у рідкому хімічно-агресивному середовищі та подальше перенесення окремих шарів на тверду підкладку;
- розгортання двошарових вуглецевих нанотрубок у смужки.

Методи синтезу та навіть різні режими одного й того самого методу сильно впливають на тип впорядкування двошарового графену, що утворюється в результаті. Так при ексфоліації графіту зазвичай отримують АВ-впорядкований графен тому, що у кристалічному графіті сусідні шари графену з самого початку природним чином АВ-впорядковані. При осаджені газу та епітаксії в залежності від режиму нагрівання, швидкості подачі газу та природи підкладки можуть утворюватися як АВ-впорядкований так і довільно впорядкований двошаровий графен.
Двошаровий графен синтезований різними методами може дуже сильно відрізнятися за якістю: хімічною чистотою, кількістю дефектів, максимальним розміром монокристалів, які можна отимати. Механічна ексфоліація графіту дає найбільш якісні монокристали, проте їхній розмір зазвичай не перебільшує 100 мкм. Методи так чи інакше пов’язані з осадженням газу, дозволяють отримати двошаровий графен великого розміру – до кількох сантиметрів, проте такий двошаровий графен має полікристалічну структуру та більшу кількість хімічних домішок, ніж графен отриманий механічною ексфоліацією.
Існують процедури, що дозволяють покращувати якість графену. Термічна обробка (простим нагріванням або пропусканням струму через графен) дозволяє позбутися частини хімічних домішок із поверхні графену. Інкапсуляція – розміщення графену між тонкими шарами гексагональної модифікації нітриду бору – призводить до так заваного "ефекту самоочищення", коли бруд, що знаходиться на поверхні графену, збирається у купки, при цьому решта поверхні стає чистішою, і загальні характеристики графену покращюються.
Деякі методи характерізаці двошарового графену:
- раманівська спектроскопія;
- вимірювання електричної провідності;
- тунельна мікороскопія;
- атомна силова мікроскопія.

Раманівська спекроскопія є дуже поширеним та майже універсальним методом харакреризації, бо вона дозволяє відрізняти двошаровий графен від інших форм графену, визначати тип впорядкування та оцінювати кількість дефектів і хімічних домішок у матеріалі.

## Фізичні властивості
Властивості двошарового графену сильно залежать від його типу впорядкування, відповідно кожен тип вимагає окремого розгляду. Іншими важливим фактором є підкладка, на якій розташовано графен. Двошаровий графен дуже тонкий, тому ван дер Ваальсові сили, намагніченість підкладки тощо здатні істотно впливати на електронні взаємодії всередині двошарового графену, що призводить до зміни його властивостей. У наукових дослідженнях часто використовують так званий підвішений графен, який не контактує з підкладкою, тому дозволяє дослідити властивості двошарового графену у його первісному вигляді.
Наразі найбільш дослідженим є двошаровий графен з АВ-впорядкуванням.

### Електронні властивості
За своїми електронними властивостями АВ-графен істотно відрізняється від одношарового графену тому, що має не лінійний, а квадратичний закон дисперсії носіїв заряду: 
{\displaystyle E\sim (k_{x}^{2}+k_{y}^{2})},
де {\displaystyle E} — енергія збудження, {\displaystyle k_{x}} та {\displaystyle k_{y}} — компоненти хвильового вектора.
Ширина забороненої зони дорівнює нулю, тому АВ-графен можна віднести до напівметалів. У літературі також розглядаються різні механізми появи ненульової забороненої зони.
Електронні властивості графену з довільним кутом впорядкування більше схожі на властивості одношарового графену тому, що такий двошаровий графен часто можна розглядати як пару слабко пов'язаних та майже незалежних шарів графену. Проте двошаровой графен з довільним кутом впорядкування може набувати нових електронних властивостей через появу суперґратки. Особливості поведінки електронів у двошаровому графені при довільних кутах впорядкування досліджується твістронікою. При повороті на 1,1 градуса при досить низьких температурах електрони рухаються від одного шару до іншого, створюючи решітку і явище надпровідності.

### Магнітні властивості
При високих температурах АВ-графен є парамагнетиком. При температурах нижче 10 K магнітні властивості матеріалу малодосліджені, теоретично передбачається перехід до іншої магнітної фази: феромагнітної, аниферомагнітної або нематичної.